# Havikskruidvedermot
De havikskruidvedermot (Oxyptilus chrysodactyla) is een vlinder uit de familie vedermotten (Pterophoridae). De wetenschappelijke naam is voor het eerst geldig gepubliceerd in 1775 door Michael Denis & Ignaz Schiffermüller.
De soort komt voor in Europa.